# Shadows (film 1919)
Shadows è un film muto  del 1919 diretto da Reginald Barker. Gli interpreti erano Geraldine Farrar e Milton Sills.

## Trama
Moglie e madre devota, Muriel è sposata con Judson Barnes, un importante uomo d'affari. Ma la sua vita tranquilla viene messa in pericolo da Frank Craftley, un promoter truffaldino, che riconosce in lei la donna che anni prima aveva sposato il suo socio, il minatore Jack McGoff. Muriel, che all'epoca, in Alaska, si chiamava Cora Lamont, aveva sì sposato McGoff ma l'uomo si era rivelato non solo già sposato, ma anche un mascalzone che l'aveva costretta a diventare una ragazza da sala da ballo. Lei era scappata via, sparando per legittima difesa a McGoff. Craftley, adesso, lavora sulle paure di Muriel che spinge il marito ad andare nel West per avere riscontro della storia. Riappare McGeoff che si presenta all'ex moglie: Muriel, allora, gli tende una trappola. Sapendo che lì vicino si trova un poliziotto, quando lui entra nella sua stanza, Muriel inizia a gridare come se fosse vittima di una rapina. Quando il poliziotto interviene, McGeoff comincia a sparargli, ma l'agente risponde al fuoco uccidendolo. Ora Muriel è libera dai fantasmi del passato.

## Produzione
Il film fu prodotto da Samuel Goldwyn per la Diva Pictures e la Goldwyn Pictures Corporation.

## Distribuzione
Distribuito dalla Goldwyn Distributing Company, il film uscì nelle sale cinematografiche degli Stati Uniti il 9 febbraio 1919.